# 庇隆主义

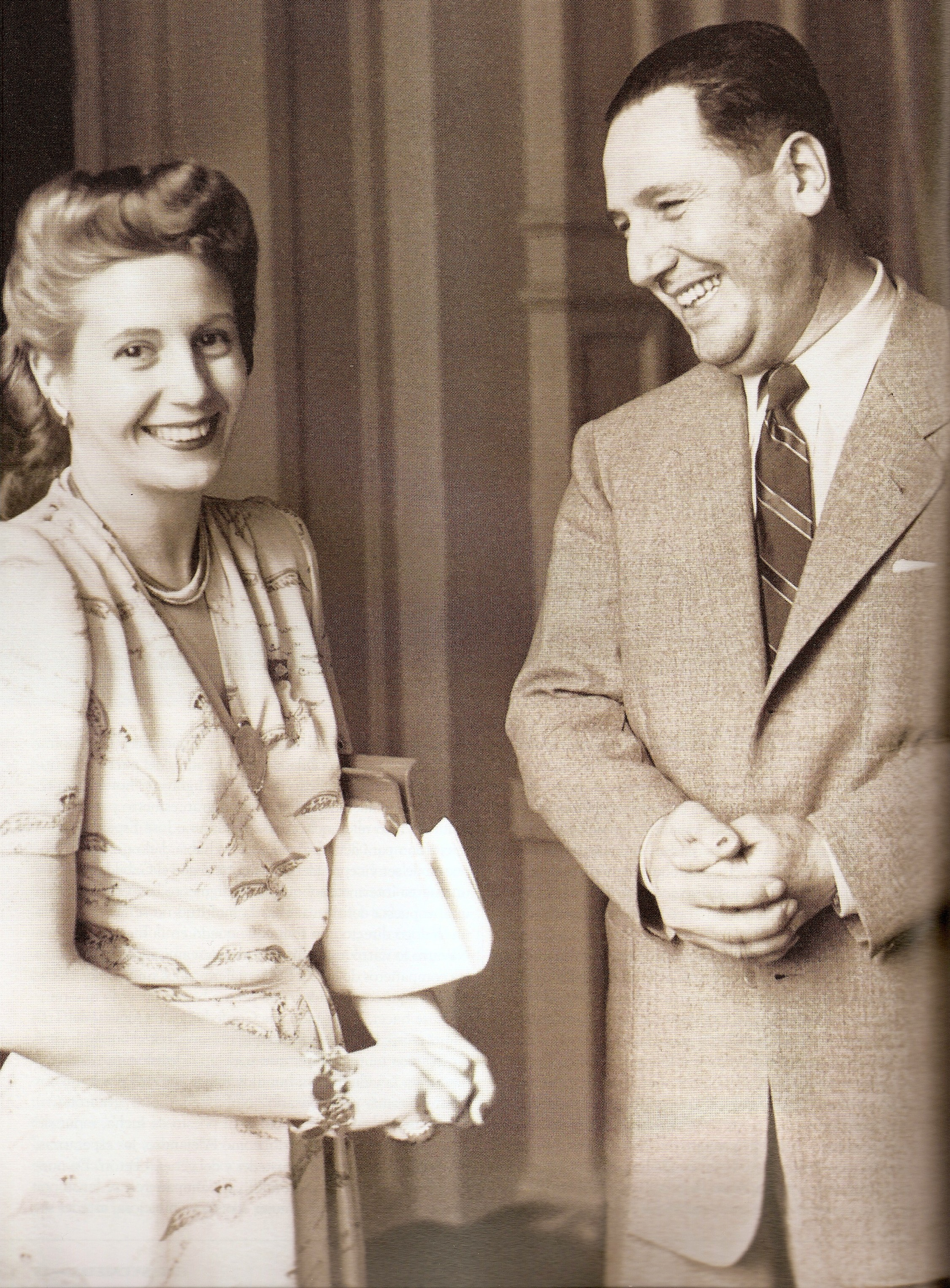
阿根廷总统胡安·贝隆与第一夫人伊娃·贝隆

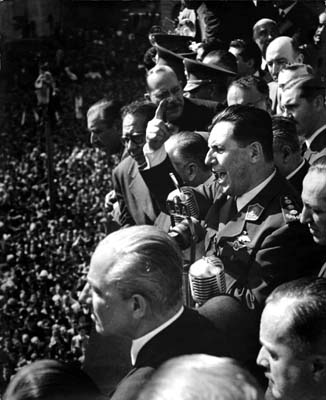
正義黨创始人胡安·贝隆

贝隆主义（西班牙語：Peronismo），又称正义主义（Justicialismo），是阿根廷正义党创始人、前总统胡安·贝隆提出的一种属于“第三位置”的政治理念（主义），以国家复兴和民族解放为主要内容，同时主张中央集权。

## 发展
贝隆在1938到1940年间在阿根廷驻意大利大使馆任武官，当时法西斯主义方兴未艾，墨索里尼正动员民众参与重建意大利社会。这一段经历“开阔了他的眼界”，对贝隆的思想产生了深远的影响。
贝隆在1946年上任后，采取有利于工人阶级的政策。他大规模扩大了加入工会的工人数量，帮助建立了劳工总同盟。他将此称为介于资本主义和社会主义之间的“第三位置”，后人称为“贝隆主义”。他强烈反对美国和英国，没收了这两个国家在阿根廷的大量资产，但同時也強烈反對蘇聯和共產主義。他致力于推进国家的工业化，于1947年颁布了旨在发展国有工业的第一个五年计划。贝隆政府的特點就是混合了社團主義和社會福利措施。
贝隆认为：“无论是资本主义还是共产主义都是已经过时了的制度。资本主义通过资本剥削人，而共产主义是通过国家剥削人，两者通过不同的制度同样损害人。”“我们若选择其中的任何一种制度，都不能为我国人民带来应得的福利，因此我们决定创立一个第三立场。”
尽管贝隆政权没有公开表明它是社團主義的，但意大利法西斯主义的社團主義制度对贝隆政权的影响是明确的。贝隆本人也承认法西斯主义对他的影响，他说：“对我来说，一切都开始于1938年1月， 在都灵所学的法西斯主义的政治经济课程，为我指点了迷津。法西斯意大利是‘第一个国家社会主义’⋯⋯这是一条在俄国社会主义和美国资本主义之间的第三条道路。” 贝隆主义认为，第三位置学说的目标是实现人类社会中人的幸福，而达到这一目标的方法是协调物质主义、理想主义、个人主义和集体主义这几种力量，并以基督教的精神珍视每一种力量。他的思想成为了阿根廷政党中的主流。
尽管阿根廷種族偏見现象普遍，但贝隆主義并无種族偏見内容。贝隆主義支持直接民主，支持勞工和女性的權益以及对同性恋的宽容态度，也与法西斯主义者截然不同。